# 영강동
영강동(榮江洞)은 대한민국 전라남도 나주시의 동이다.

## 개요
영강동이라는 이름은 조선후기 광여도(廣與圖)나주목지도에 그려진 '영강창(榮江倉)'과 '영강진(榮江津)'에서 연유했다.영강동은 나주시의 중심부에 위치한 사통팔달 교통의 요충지로써 영산강변에 대규모 체육공원과 자전거 테마파크가 조성되어 있다. 뿐만 아니라 초, 중, 고등학교가 설립되어있어 교육여건이 우수하고, 문열공 김천일 선생묘역, 미천서원, 충경서원 등의 문화재와 시설이 있다. 전라남도 장애인 복지관, 계산원, 성산원 등 사회복지 시설과 전라남도 자동차 운전면허 시험장, KT연수원 등도 영강동의 자랑이다.

## 행정 구역
- 삼영동
- 안창동

## 교육
- 영산고등학교

## 주거
| 단지명       | 건설사 | 시행사 | 주소                | 입주       | 비고              |
| ------------ | ------ | ------ | ------------------- | ---------- | ----------------- |
| 나주부영 1차 | ㈜부영 | ㈜부영 | 삼영1길 61 (삼영동) | 1998년 7월 | 2차는 송월동 소재 |